# Rüdiger Nehberg
Rüdiger Nehberg, también conocido como «Sir Vival» (4 de mayo de 1935-1 de abril de 2020) fue un activista alemán de derechos humanos, autor y experto en supervivencia. Fue el fundador y presidente de la organización contra la MGF TARGET y presidente de las organizaciones Amigos de los pueblos cercanos a la naturaleza (sección alemana - Freunde der Naturvölker) y Rettet den Regenwald ('Salvar la selva tropical'). Vivía en Rausdorf cerca de Hamburgo, Alemania.